# Загиста
Загиста (устар. Зегиста; калм. Зегстә) — река в России, протекает в Республике Калмыкия и Ростовской области. Правый приток реки Сал.

## Описание
Длина реки составляет 90 км, площадь бассейна — 1700 км². В верхней половине течёт по Целинному району Калмыкии, в нижней — по Заветинскому району Ростовской области. Направление течения — северо-западное. Впадает в Сал по правому берегу в 608 км от его устья.
Русло извилистое. В верхней части река пересыхает.
Высота истока — 148 м над уровнем моря. Высота устья — 65 м над уровнем моря.
На берегах расположены село Федосеевка и хутор Воротилов (оба в Ростовской области).

## Притоки
От истока к устью:
- б. Ходжа (правая составляющая[9])
- б. Нюхансюль — (левая составляющая)[9]
- б. Цаган-Сала — (лв)[9]
- б. Дендерта — (пр)[9]
- б. Чагорта — (лв)[9]
- б. Джимгирь-Сала — (пр)[9]
- б. Бур-Сала — (пр)[9]
- б. Сукта — (пр)[9]
- б. Чармаша — (лв)[9]
- б. Яман-Сала — (пр)[9]
- б. Куркулёва — (пр)[9]
- б. Горбикова — (пр)[9]
- б. Солёная — (лв)[9]
- б. Южакова — (пр)[9]

## Этимология
Название реки производно от калм. Зегстә, которое можно перевести как поросшая чаканом (от калм. зегсн-чакан).
В книге «Природа Ростовской области» 1940 года река упоминается как Зегиста, впадающая в Джурюк-Сал. Вариант названия Зегиста являлся основным вариантом названия реки вплоть до 1920-х годов. В частности, под таким названием река отмечена на карте Европейской России 1913 года.

## Данные водного реестра
По данным государственного водного реестра России относится к Донскому бассейновому округу, водохозяйственный участок реки — Сал, речной подбассейн реки — Бассейн притоков Дона ниже впадения Северского Донца. Речной бассейн реки — Дон (российская часть бассейна).
Код водного объекта в государственном водном реестре — 05010500112107000015131.